# Наука (издательство)
Издательство «Нау́ка» (Федеральное государственное бюджетное учреждение «Издательство „Наука“») — советское и российское академическое издательство книг и журналов. Крупнейшее в СССР и в мире (в 1982 году) научное издательство.
На логотипе издательства «Наука» изображён первый искусственный спутник Земли и раскрытая книга.
В мае 2022 года издательство было преобразовано в Федеральное государственное бюджетное учреждение. Исполняющий обязанности директора — М. В. Фомин.

## История

### Предыстория
Предшественником издательства была типография Академии наук, где c 1727 года печатались академические издания.
После 1917 года называлась Российская государственная академическая типография.
Издательство Российской академии наук было основано в СССР 14 апреля 1923 года и первоначально базировалось в Петрограде, первым руководителем издательства был академик Александр Ферсман, а первым изданием, выпущенным в свет издательством, стал вышедший в конце 1924 года очередной том «Известий Российской академии наук».
С августа 1925 года, после переименования Российская академия наук (1917—1925) в Академию наук СССР, издательство сменило название на Издательство Академии наук СССР (АНИ).
Уставом АН СССР 1927 года определялось, что директор издательства избирался из академиков Общим собранием АН СССР. В 1930 году руководящим органом издательства стал специально созданный Редакционно-издательский совет (РИСО) АН СССР, председателем которого являлся непременный секретарь АН СССР, этот совет избирался Общим собранием АН СССР. В 1931 году при издательстве был образован отдел распространения, который в 1938 году выделился в самостоятельную организацию «Академкнига», занимавшуюся распространением литературы, выпускаемой издательством АН СССР. К концу 1980-х годов «Академкнига» имела отделения во многих крупных городах страны, представляя собой всесоюзную сеть книжных магазинов, распространявшую литературу издательства «Наука».
В 1934 году издательство переехало в Москву, а в Ленинграде было образовано Ленинградское отделение Издательства АН СССР. В годы Великой Отечественной войны издательство было в эвакуации в Казани.

### Издательство «Наука»
В 1963 году Издательство Академии наук СССР было переименовано в Издательство «Наука», но в 1963—1964 годах некоторые книги продолжали выходить со старым названием издательства. К 1963 году число книг, выпускавшихся за год издательством, превысило 2000, а общий объём — 38 000 печатных листов.
В 1964 году частью Издательства АН СССР стали Физматгиз (ныне Физматлит) и Издательство восточной литературы, они стали называться «главными редакциями» издательства, соответственно: Главная редакция физико-математической литературы и Главная редакция восточной литературы. Ещё через год было создано Сибирское отделение издательства «Наука».
С введением в строй в 1970 году типографии в Новосибирске издательству «Наука» стало принадлежать четыре типографии: две — в Москве, и по одной — в Ленинграде и в Новосибирске:353. В 1972 году издательством выпускались научные журналы 135 наименований, в том числе 31 физико-математический, 24 химических, 29 биологических и 5 научно-популярных журналов («Природа», «Земля и Вселенная», «Химия и жизнь», «Квант», «Русская речь»). В 1977 году издавалось 140 журналов (1,2 тыс. номеров в год). Издательство также выпускало журналы «Доклады АН СССР» и «Вестник АН СССР».
В 1973 году издательство «Наука», а в 1978 году — и его ленинградская типография, были удостоены ордена Трудового Красного Знамени.
В начале 1980-х годов при издательстве «Наука» была создана Главная редакция литературы на иностранных языках, которая, в частности, выпускала ещё один научно-популярный журнал издательства «Наука» — «Наука в СССР», выходивший на русском, английском, немецком и испанском языках.
В системе Госкомиздата СССР издательство «Наука» в 1980-х годах входило в три редакции: в главную редакцию общественно-политической литературы, главную редакцию научно-технической литературы и главную редакцию художественной литературы. Суммарно, по всем этим редакциям в 1970—1990 годах показатели книгоиздательской деятельности издательства были следующие:
|                                       | 1972  | 1977 | 1979     | 1980    | 1981    | 1985     | 1987     | 1988     | 1989     | 1990     |
| ------------------------------------- | ----- | ---- | -------- | ------- | ------- | -------- | -------- | -------- | -------- | -------- |
| Кол-во книг и брошюр, печатных единиц | ≈2000 | 1861 | 2175     | 2080    | 2162    | 2277     | 2130     | 2303     | 1894     | 1830     |
| Тираж, млн экз.                       | —     | ≈19  | 24,3195  | 20,6268 | 23,2326 | 23,3587  | 22,8782  | 23,8335  | 20,610   | 18,8854  |
| Печатных листов-оттисков, млн         | 50,5  | —    | 444,3088 | 349,512 | 403,267 | 407,4824 | 413,0656 | 413,8068 | 408,5399 | 347,1765 |

В 1992 году появилось Уральское отделение издательства «Наука», базировавшееся в Екатеринбурге. Вскоре отделения и редакции издательства «Наука» стали самостоятельными издательствами, входящими в издательский комплекс «Наука», в который также входит «Академкнига». С 1996 года компания носит название ГУП Академический научно-издательский, производственно-полиграфический и книгораспространительский центр РАН «Издательство „Наука“». По состоянию на 2012 год центр включал в себя четыре полиграфических предприятия, расположенных в Махачкале, Москве, Новосибирске и Санкт-Петербурге, и семь издательств. Он выпускал 155 журналов, 70 процентов которых целиком или отчасти переводились на английский язык.
В 2019 году находилось на пороге банкротства. 21 декабря 2021 года на судебном заседании в Арбитражном суде города Москвы Федеральная налоговая служба России и ФГУП «Издательство „Наука“» пришли к мировому соглашению, которое урегулировало порядок и сроки исполнения обязательств по платежам, что стало основанием для прекращения дела о банкротстве. По условиям соглашения, издательство должно погасить всю сумму задолженности перед ФНС России в размере 834,8 млн рублей в течение 36 календарных месяцев.
К июлю 2023 года «существенная часть» долгов была погашена, в декабре был выплачен весь долг
В 2024 году «Наука» стала единственным поставщиком РАН по изданию научных журналов и книг и стала «крупнейшим издателем российской научной периодики».

## Награды
- 1973 — Орден Трудового Красного Знамени[5][6][9].

## Критика
В 2003 году председатель Комиссии по борьбе с лженаукой и фальсификацией научных исследований академик Э. П. Кругляков в докладе на заседании Президиума РАН отмечал, что в 1997 году в издательстве «Наука» была издана монография Г. И. Шипова «Теория физического вакуума». Книга была издана на платной основе. Рецензентами монографии выступили доктора физико-математических наук А. А. Рухадзе и Р. Н. Кузьмин. Кругляков указывал, что от выпуска данной книги наука значительно пострадала, и в результате «книга стала своеобразным знаменем торсионных аферистов».
В 2006 году биолог А. В. Марков в своей заметке на радио «Свобода» назвал информационную политику издательства «Наука» крайне недальновидной, так как в большинстве случаев издательство запрещает помещать в Интернет тексты публикуемых статей под тем предлогом, что от этого может упасть прибыль от подписки. В 2008 году в интервью радио «Свобода» Марков утверждал, что издательство «Наука» практически монополизировало издание почти всех, за редкими исключениями, академических журналов. По его мнению, формально рынок академических журналов в России к этому времени был поделён между издательством «Наука» и МАИК «Наука/Интерпериодика», но в действительности они выступали единым фронтом, так как де-факто являлись одной компанией. Также он заявлял о бедственном положении российской научной редакции и непродуманной ценовой политике:

Вся политика этого издательства как будто нарочно была разработана для того, чтобы максимально ограничить доступ читателя к трудам российских учёных. Это целый комплекс мер, который был для этого предпринят. Это чудовищно высокие цены на сами журналы, подписные цены, розничные цены; кроме того, очень небольшие деньги выделяются на научное редактирование, на переводы аннотаций.

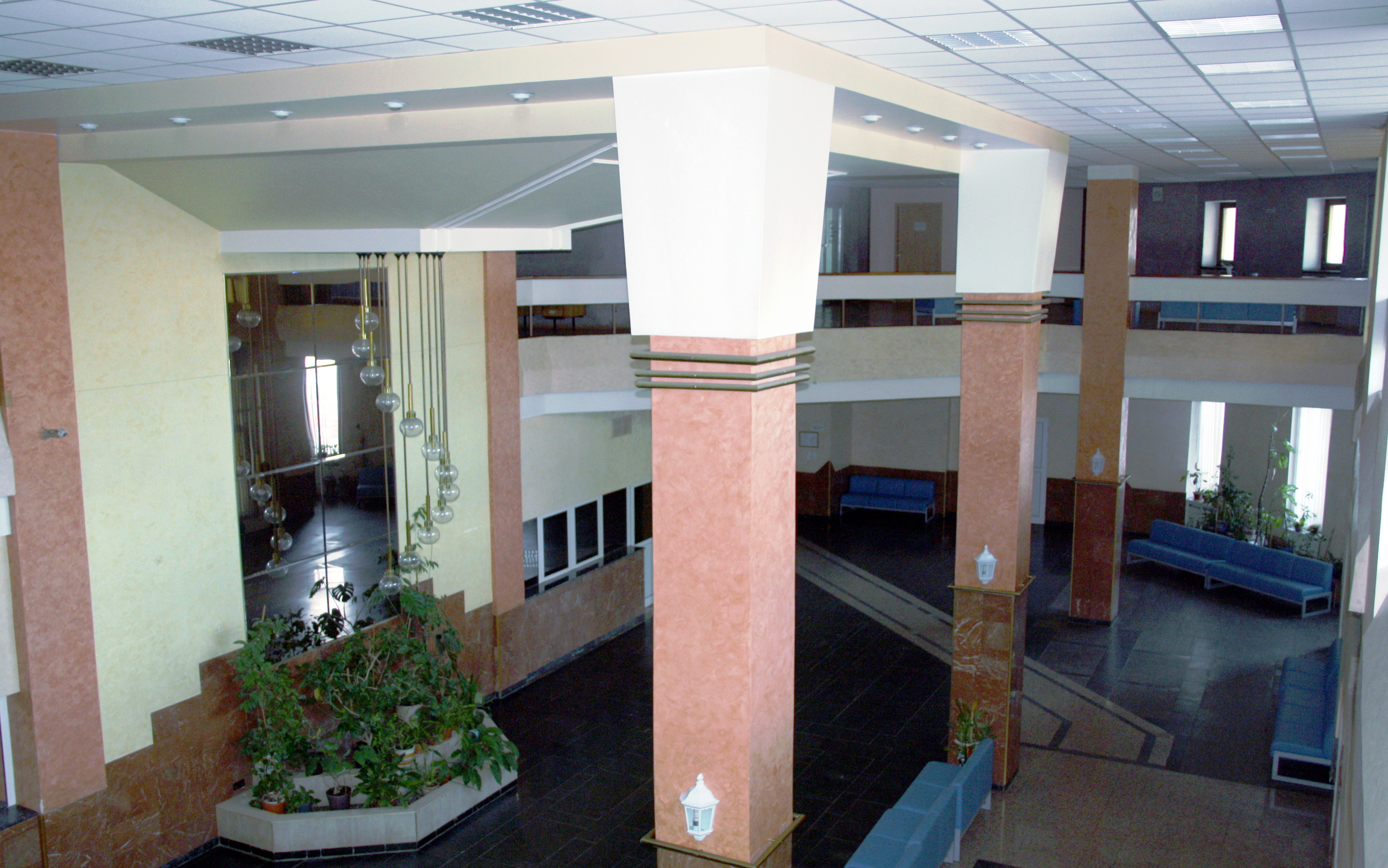
В издательстве «Наука»

В 2012 году лингвист, научный сотрудник Института языкознания РАН А. С. Касьян, опираясь на свой опыт взаимодействия с издательством, высказал мнение, что «Наука» является наихудшим научным издательством среди всех существующих на данный момент научных издательств. Касьян отмечает «чрезвычайно низкий» уровень компьютерной грамотности верстальщиков издательства и огромное количество ошибок, частично сохраняющихся даже после второй корректуры. У Касьяна вызывает значительное удивление, что для конвертации текста из Microsoft Word, который используют авторы, в какой-либо Macintosh-редактор, которые используются в издательстве, обычно применяется ручная перепечатка текста. При этом такой набор является «очень некачественным», а сверка номинальной, поэтому фактической сверкой должны заниматься сами авторы, указывает Касьян. Касьян также считает, что из-за коррупционных схем для «Науки» существует «право первой ночи», когда издательство «забирает себе значительную часть рукописей, подаваемых авторами на финансирование в государственные фонды (а, скажем, поминавшийся журнал „Вопросы языкознания“ вот уже много лет пытается вытребовать право готовить верстку силами редакции, но руководство „Науки“ ему в этом категорически отказывает)».
В 2013 году заведующий лабораторией ИПУ РАН, профессор Финансового университета при Правительстве РФ Р. М. Нижегородцев, комментируя критику в адрес издательства «Lambert Academic Publishing», отмечал, что в ряде известных издательств, в том числе издательстве «Наука», также действуют коммерческие отделения, издающие книги под заказ на платной основе. Нижегородцев указывает, что значительное число книг, изданных подобными коммерческими отделениями, «не отвечает очевидным критериям научного исследования», при этом в выпущенных издательством «Наука» книгах отсутствует информация о способе их финансирования. По мнению Нижегородцева, «научная серость и бездарность» не может быть остановлена отказом признавать книги «Ламберта» научными публикациями, потому что имеющий деньги бизнесмен или чиновник может выпустить свою книгу под заказ в том числе в издательстве «Наука». В то же время не имеющим значительных средств выпускникам и аспирантам такой способ публикации недоступен.
В 2018 году доктор физико-математических наук, заведующий отделом ИПМ РАН М. М. Горбунов-Посадов в газете «Троицкий вариант — Наука» отметил, что на сайте издательства указано, что «рукопись книги представляется в издательство „Наука“ со следующими документами: 1) две рецензии…», высказал мнение, что таким образом «о независимом рецензировании даже речи не идёт». При этом Горбунов-Посадов, ссылаясь на размещённые там же «Этические принципы научных публикаций», находит забавным, что «к рецензированию журнальных статей издательство относится вполне ответственно», делая вывод, что имеют место двойные стандарты, поскольку «для статьи самим авторам рецензентов подбирать нельзя, а для монографии — пожалуйста».
К 2023 году объём критики снизился: новое руководство поставило перед собой задачи стать центром государственной поддержки научного книгоиздания и развивать российскую научную периодику, активнее работая с авторами.